# Stefania Bruzda
Stefania Maria Bruzda (ur. 7 lipca 1925 w Krakowie, zm. 18 października 2010) – polska polityk, posłanka na Sejm PRL VII i VIII kadencji.

## Życiorys
Pracowała jako brygadzistka w Krakowskich Zakładach Armatur. W 1960 wstąpiła do Polskiej Zjednoczonej Partii Robotniczej. Pełniła różne funkcje w krakowskim aparacie tej partii (m.in. II sekretarza oddziałowej organizacji partyjnej, I sekretarza Komitetu Zakładowego oraz członkini egzekutywy Komitetu Dzielnicowego na Podgórzu). W 1976 uzyskała mandat posłanki na Sejm PRL VII kadencji w okręgu Kraków. Zasiadała w Komisji Budownictwa i Przemysłu Materiałów Budowlanych oraz w Komisji Spraw Zagranicznych. W 1980 uzyskała reelekcję w okręgu Kraków-Miasto. W Sejmie VIII kadencji zasiadała w Komisji Administracji, Gospodarki Terenowej i Ochrony Środowiska, Komisji Budownictwa i Przemysłu Materiałów Budowlanych, Komisji Do Spraw Samorządu Pracowniczego Przedsiębiorstw oraz w Komisji Nadzwyczajnej do rozpatrzenia projektu ustawy o Trybunale Konstytucyjnym.
Otrzymała Krzyż Kawalerski Orderu Odrodzenia Polski i Medal 30-lecia Polski Ludowej.
Pochowana na cmentarzu Rakowickim (VII/5/32).